# Beichtstühle (Ebersmunster)

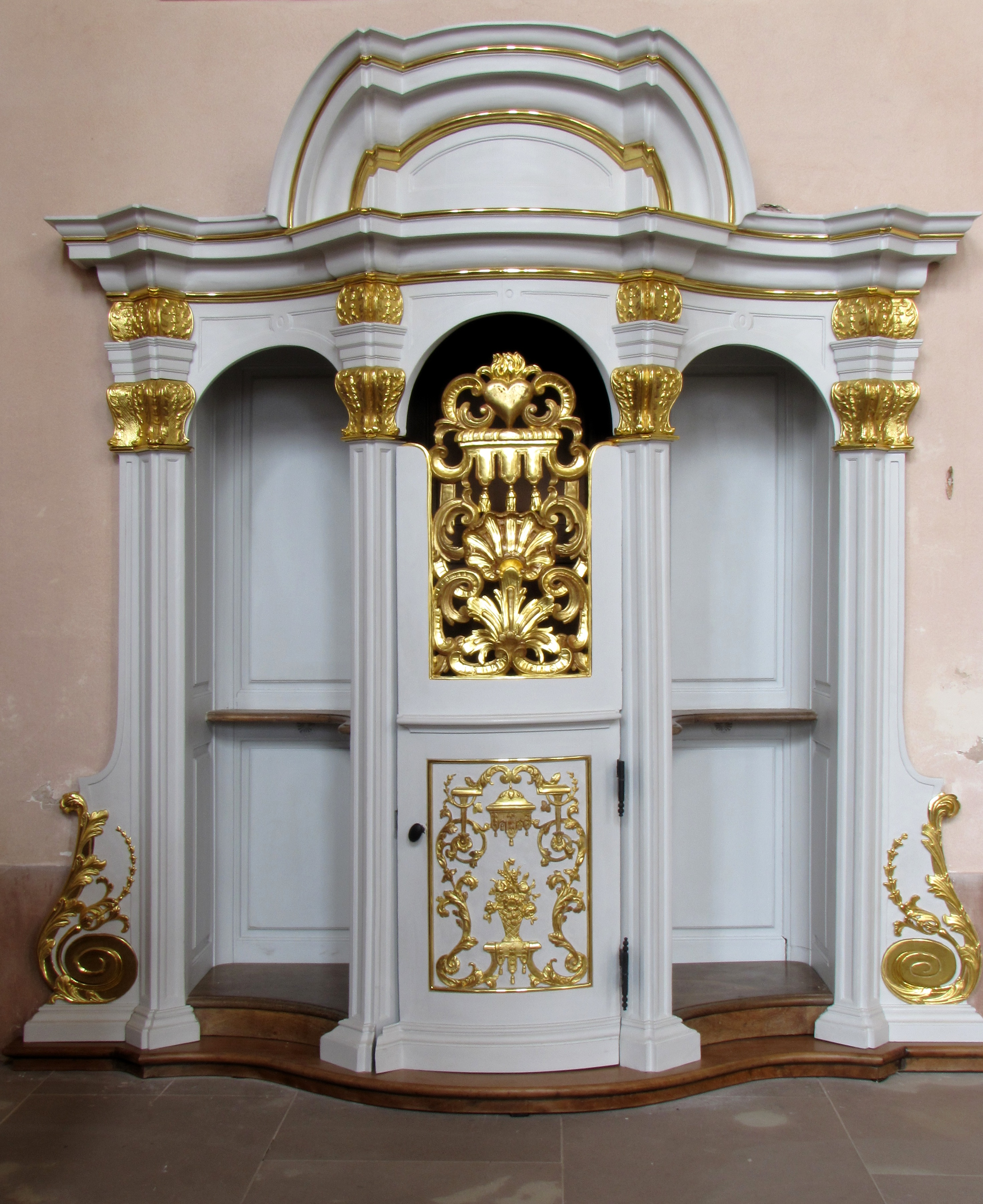
Beichtstuhl in Ebersmunster

Die Beichtstühle in der ehemaligen Abteikirche St. Mauritius in Ebersmunster, einer französischen Gemeinde im Département Bas-Rhin der Region Grand Est (bis 2015 Elsass), wurden in den Jahren 1727 bis 1733 geschaffen. Im Jahr 1979 wurden die zwölf barocken Beichtstühle als Monument historique in die Liste der geschützten Objekte (Base Palissy) in Frankreich aufgenommen.
Die zwölf nahezu identischen Beichtstühle aus Holz sind in ihrer barocken Ausführung einmalig im heutigen Frankreich. Sie sind typisch für Süddeutschland. 

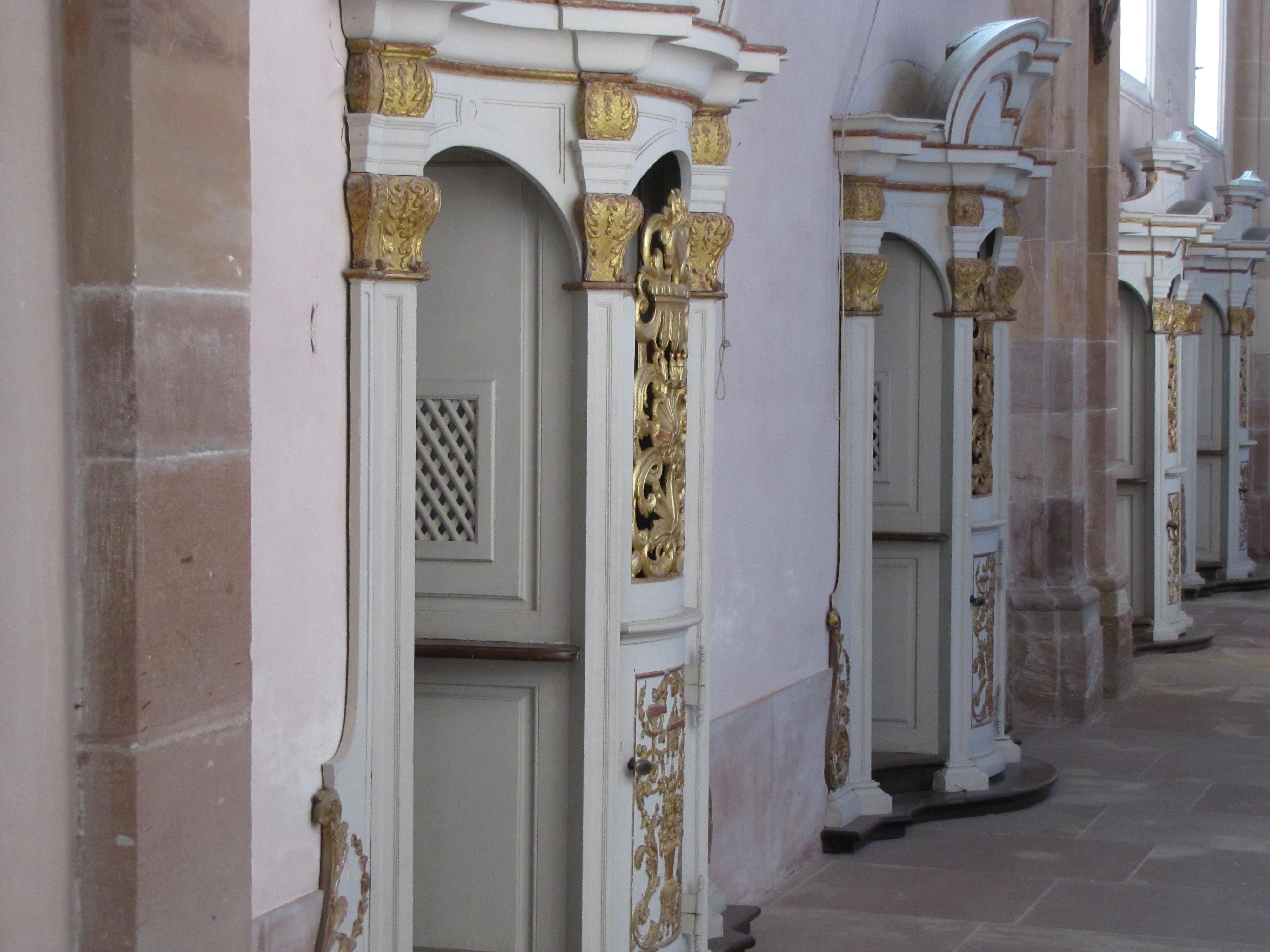
Vier Beichtstühle
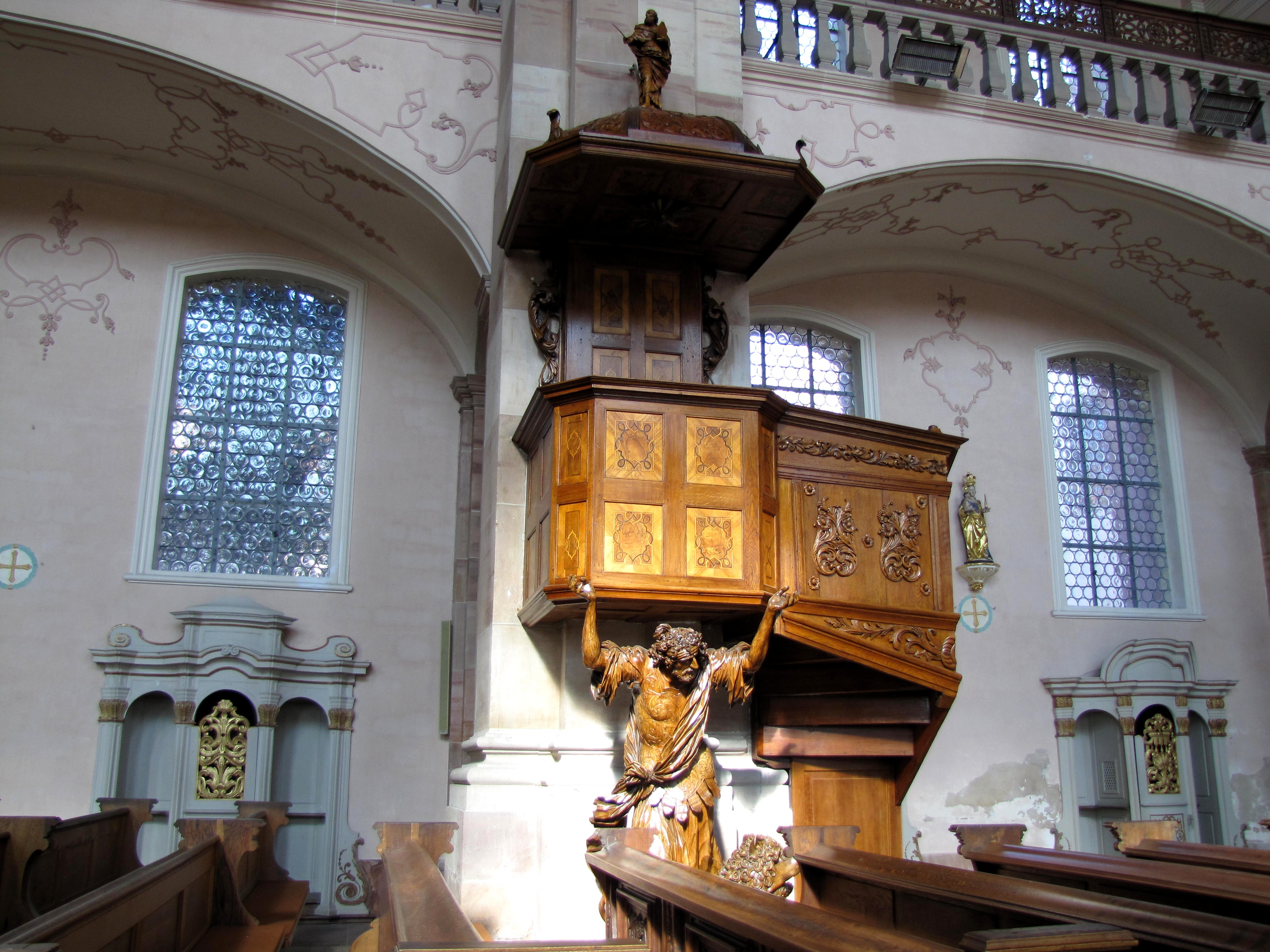
Beichtstühle und Kanzel
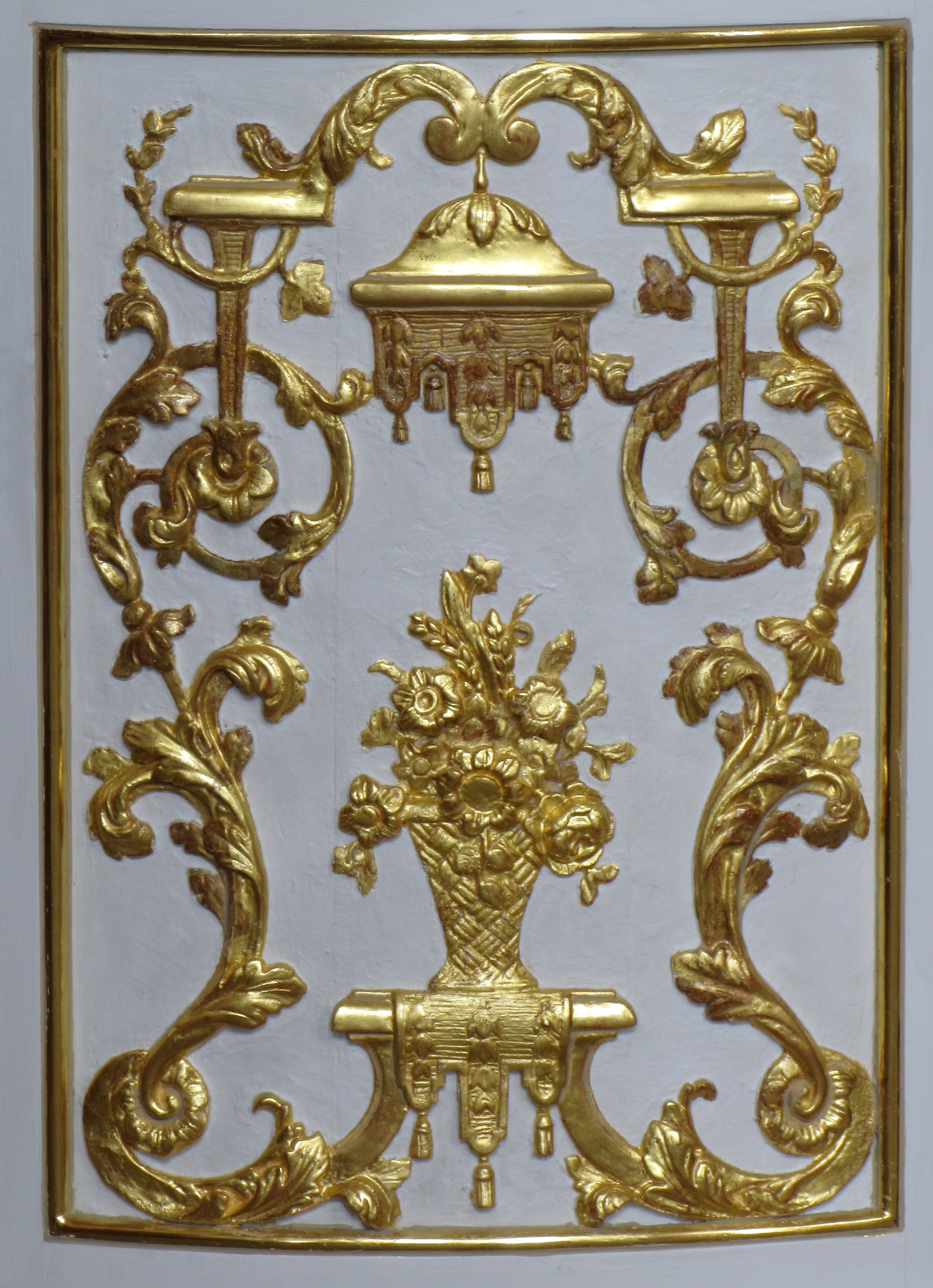
Verzierung
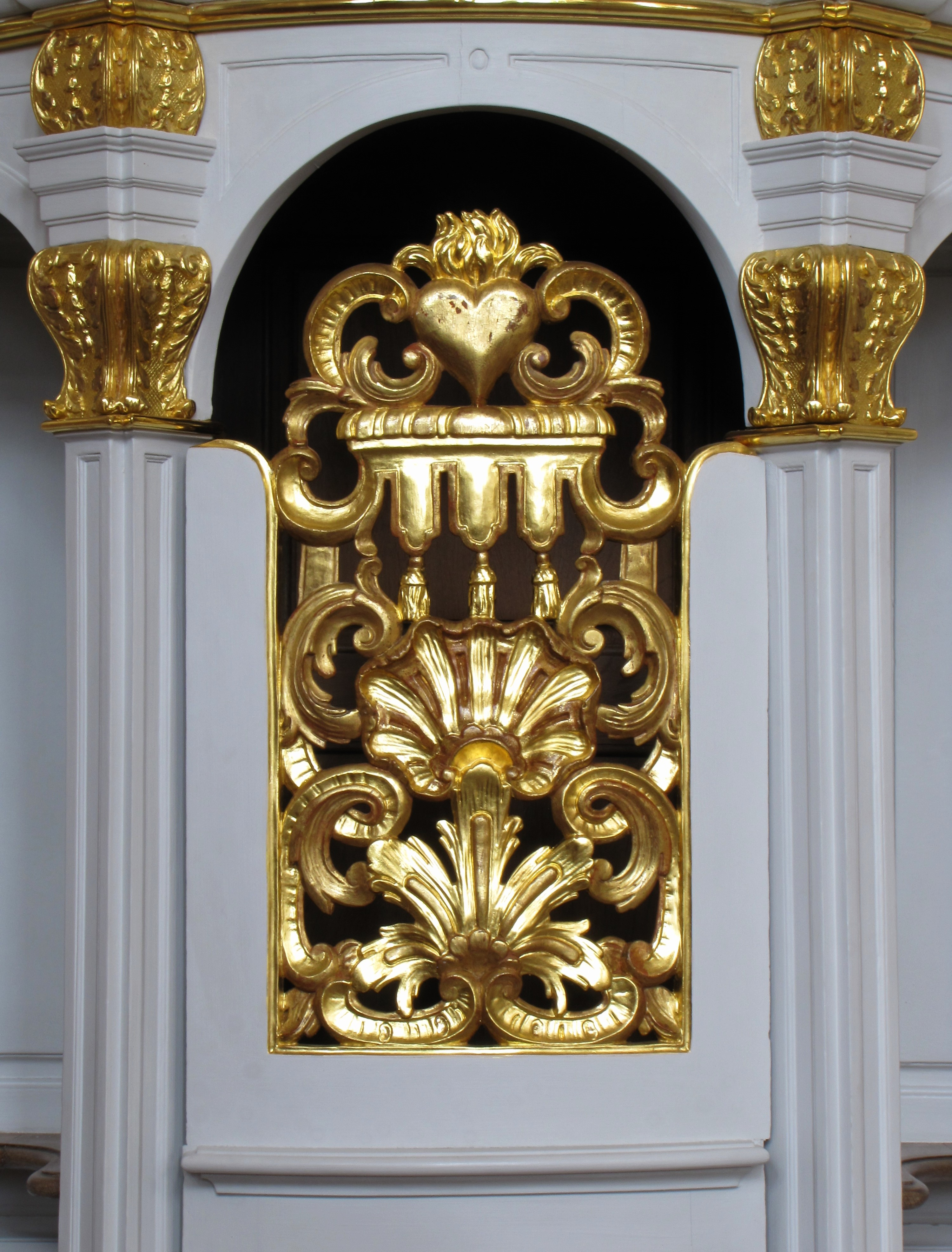
Bildschnitzerei